# Arg-e Bam

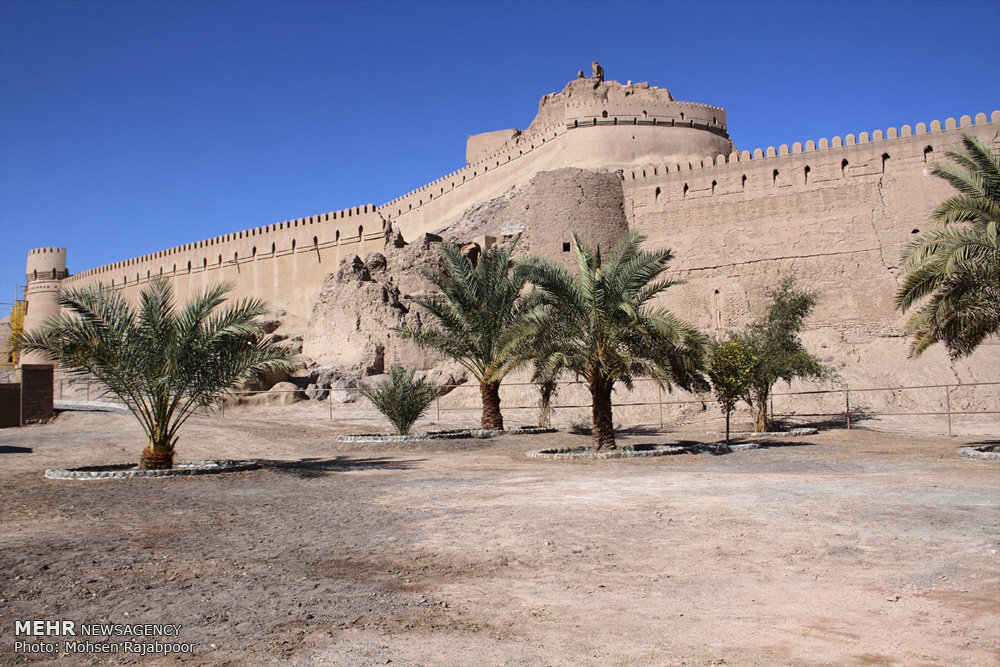
Arg-e Bam, Teilansicht

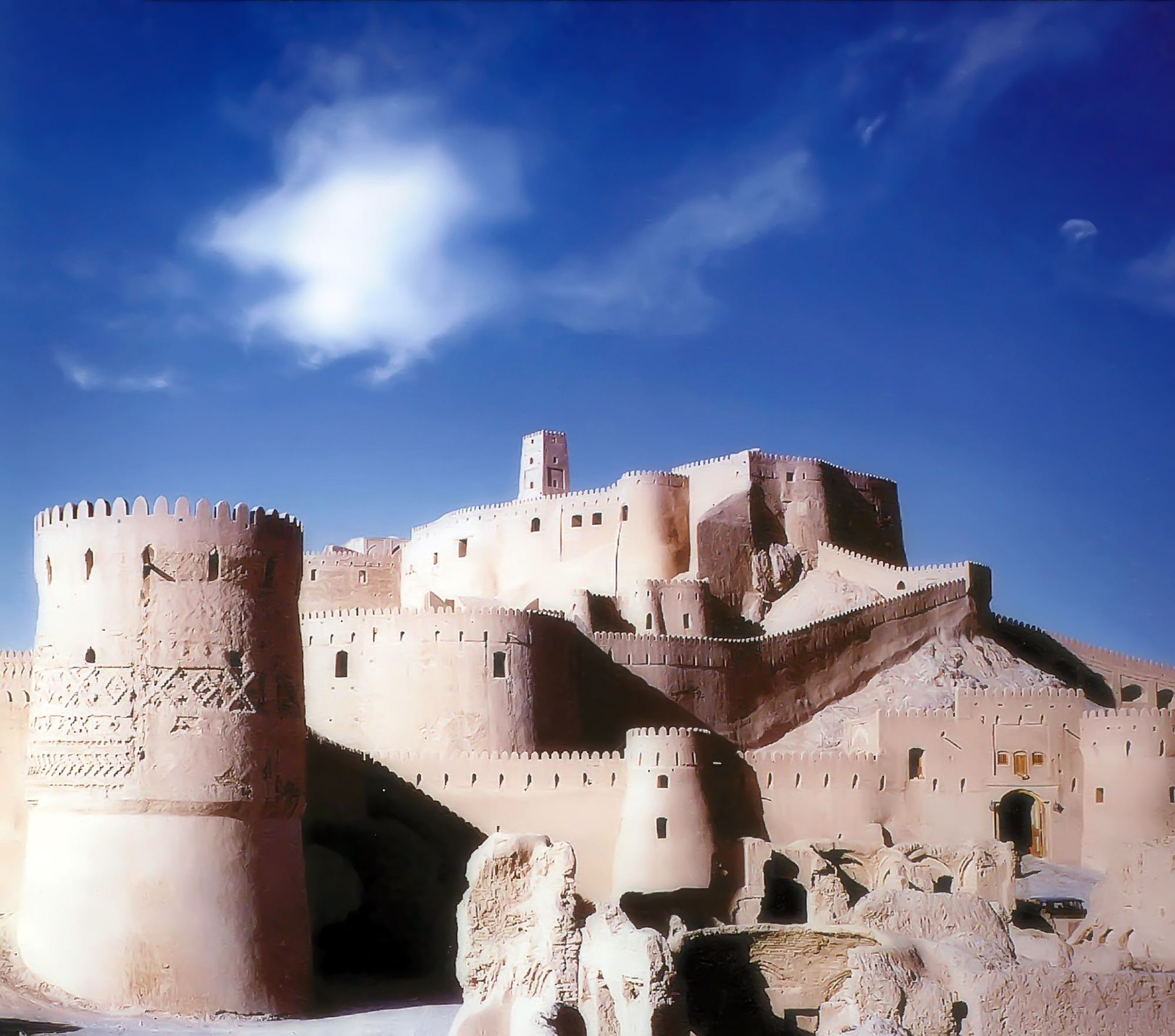
Teilansicht

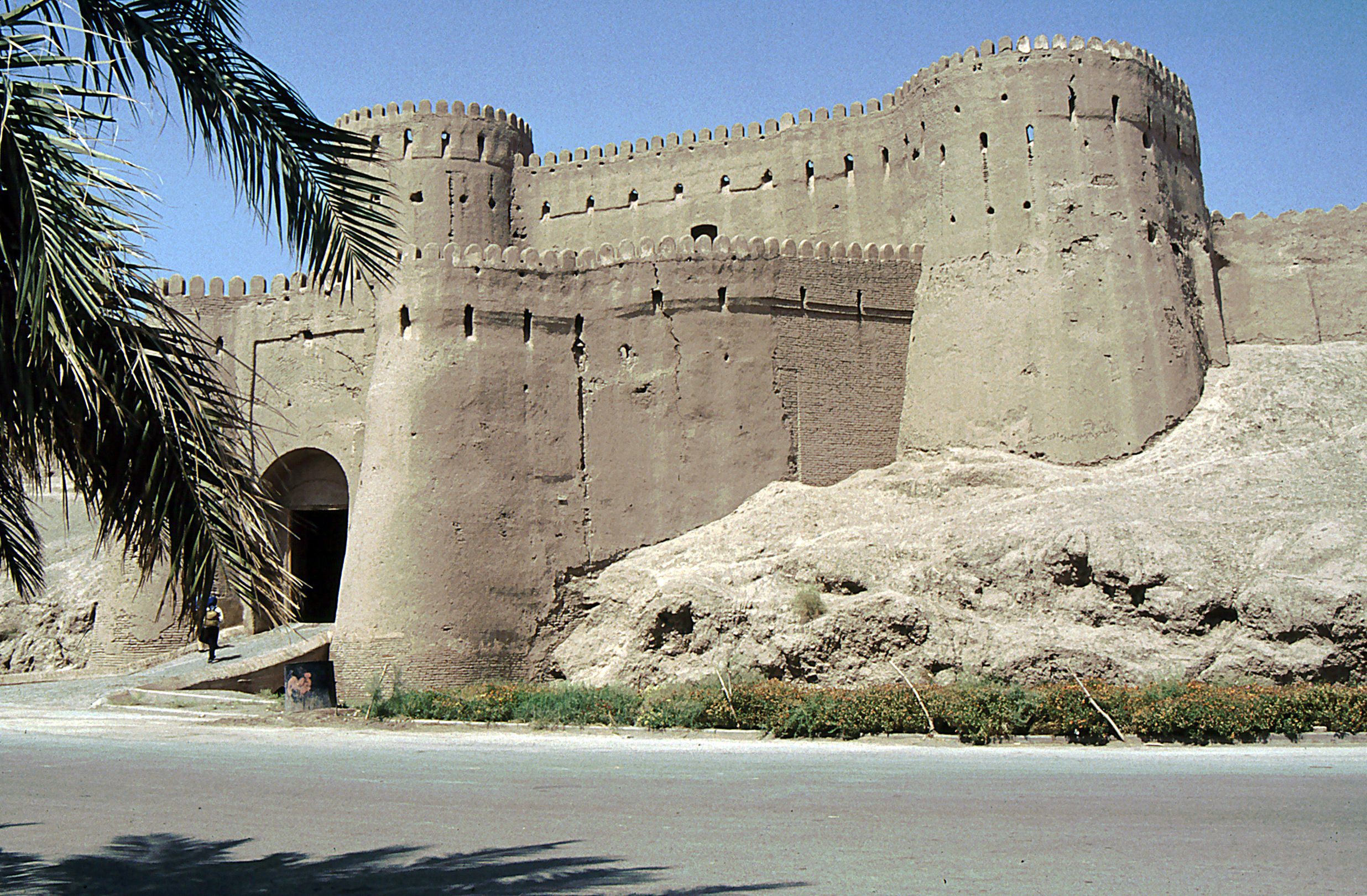
Ehem. Stadttor

Arg-e Bam (persisch ارگ بم, ‚Zitadelle von Bam‘) ist eine verlassene große, stark befestigte Zitadelle in Bam in der iranischen Provinz Kerman, die vermutlich zwischen dem 6. und 4. Jahrhundert v. Chr. gegründet wurde.
Es ist das markanteste Bauwerk der Stadt; über 2 Jahrtausende wohnte hier die gesamte Bevölkerung der Stadt. Dort befand sich unter anderem eine Moschee, ein Eishaus, Wohnungen und militärische Anlagen. Das Bauwerk wurde bis 1932 militärisch genutzt. Ab dem 19. Jahrhundert hatte sich außerhalb der Befestigung eine neue Stadt entwickelt, so dass 1932 die letzten Bewohner das Arg-é Bam verließen.
Das Bauwerk ist seit 2004 Weltkulturerbe (Teil von „Bam und dessen Kulturlandschaft“).
Am 26. Dezember 2003 wurde das Bauwerk durch das Erdbeben von Bam 2003 stark beschädigt. Bis dahin war es der größte Lehmbau der Welt. Das Bauwerk wurde im Jahr 2004 zusätzlich in die Liste des gefährdeten Welterbes eingelistet; 2013 erfolgte die Auslistung.
Das Bauwerk wird von der Organisation für Kulturerbe, Handwerk und Tourismus verwaltet. Unter anderem mit finanziellen Mitteln aus dem Ausland wird das Bauwerk derzeit rekonstruiert.
In Arg-e Bam wurde der Film Die Tatarenwüste gedreht.